# Saison 12 de Secrets d'histoire
La douzième saison de Secrets d'histoire est une émission de télévision historique présentée par Stéphane Bern.
Elle est diffusée du 24 avril au 30 octobre 2018 sur France 2

## Principe de l’émission
Chaque numéro retrace la vie d'un grand personnage de l'Histoire et met en lumière des lieux hautement emblématiques du patrimoine.
Le reportage est constitué d'images d'archives, de reconstitutions, d'extraits de films et iconographies, ainsi que d'entretiens avec des spécialistes (historiens, écrivains, conservateurs...). Des plateaux sont également réalisés en extérieur dans différents lieux liés au sujet évoqué.

## Liste des épisodes inédits

### Joséphine, l'atout irrésistible de Napoléon

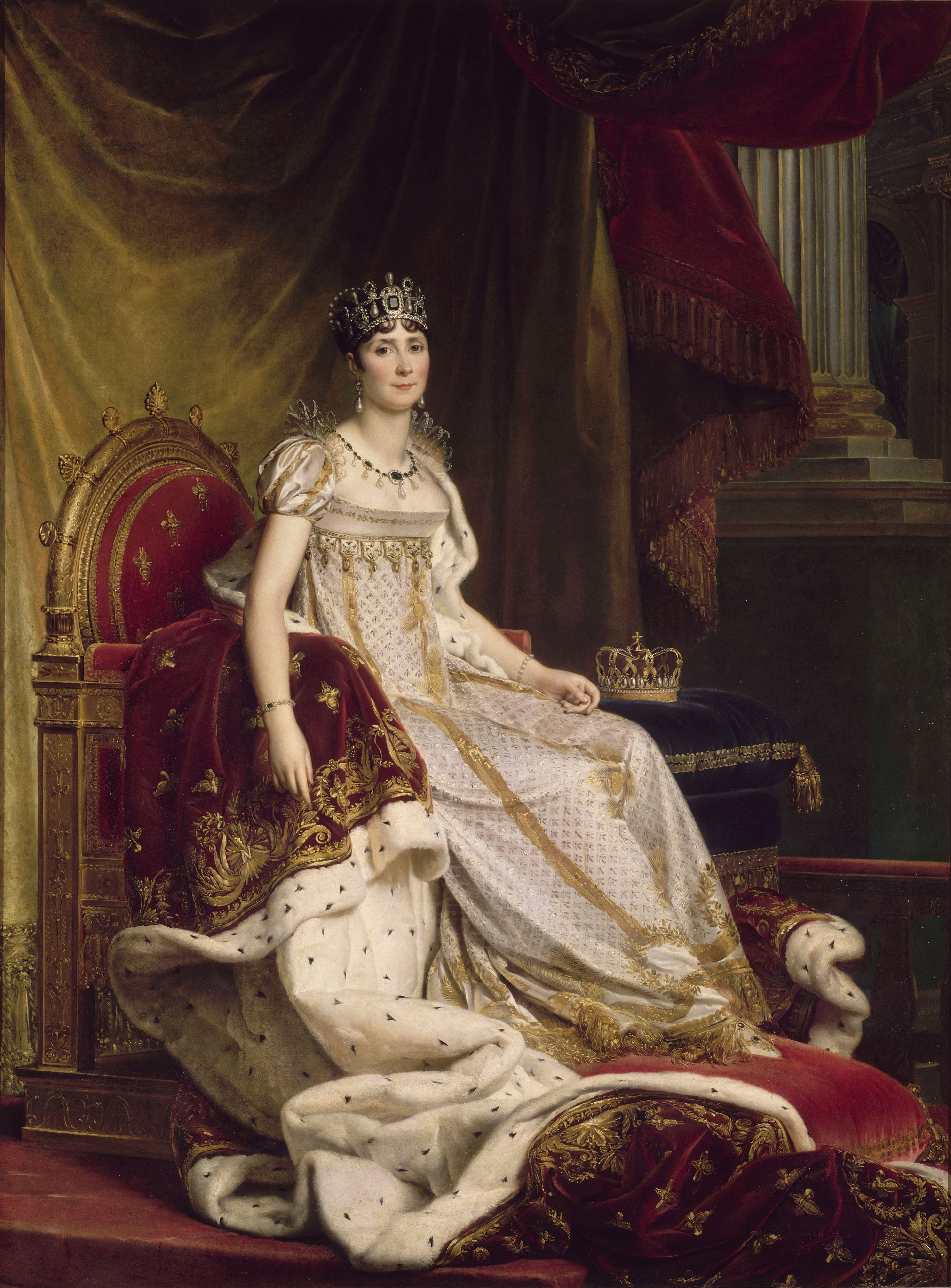
L'impératrice Joséphine par François Gérard.

#### Description
Ce numéro retrace le destin de Joséphine de Beauharnais, la première femme de Napoléon Ier. Femme réputée pour son charme, son intelligence et son goût pour les arts, elle est couronnée impératrice en 1804 avant d'être répudiée à la suite d'une décision politique quelques années plus tard en raison de son incapacité à donner un héritier à l'empereur.

#### Première diffusion
- France : 24 avril 2018

#### Avis de la presse
Le site NewsTélé note : « Dans ce numéro inédit de Secrets d'histoire, vous allez découvrir le destin incroyable de Joséphine, la première femme de Napoléon. Depuis le château de Fontainebleau où Joséphine et Napoléon se sont aimés et déchirés, mais aussi depuis le château de Malmaison, la résidence privée du couple impérial, c’est un Secrets d'histoire riche en révélations que Stéphane Bern vous propose de découvrir ».

#### Lieux de tournage
Parmi les lieux visités par l'émission, on retrouve notamment le château de Fontainebleau et le Château de Malmaison.

#### Liste des intervenants
- Jean Tulard - historien
- Christophe Beyeler - conservateur du musée de Fontainebleau
- Marie-Hélène Baylac - historienne[5]
- Pierre Branda - historien

### Un homme nommé Jésus
Description

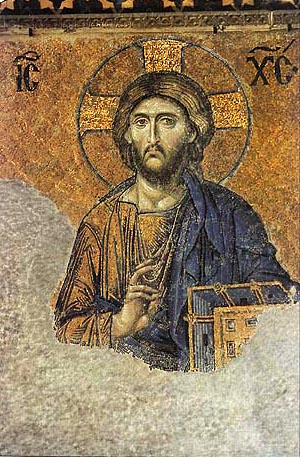
Mosaïque de Jésus à la basilique Sainte-Sophie à Istanbul.

Déjà diffusé en 2013, ce numéro revient sur le destin de Jésus de Nazareth de sa naissance jusqu'à sa crucifixion, avec des compléments issus de nouvelles découvertes. En l'occurrence, il s'agit d'une véritable enquête sur la vie de Jésus, reposant sur les témoignages de nombreux chercheurs qui reviennent sur les mystères qui entourent encore sa vie et son culte.
Il s'agit du second numéro de Secrets d'histoire consacré à Jésus de Nazareth. Contactée par le site d'actualité Aleteia, l'équipe de l'émission a en effet confirmé que celui-ci comportait de nouvelles éléments par rapport au premier : « Il s’agit de la suite de notre premier documentaire consacré à Jésus. Les récentes découvertes archéologiques nous ont donné envie d’enrichir notre première enquête ».

#### Première diffusion
- France : 5 mai 2018

#### Avis de la presse
Le Figaro note : « Stéphane Bern nous emmène dans une nouvelle enquête sur Jésus, riche des témoignages de nombreux chercheurs qui reviennent sur les mystères qui entourent encore sa vie et son culte ».
Télé 7 jours note également que l'émission « en profite également pour casser un certain nombre d’idées reçues et expliquer scientifiquement les miracles qu’on lui prête ».
Avant la diffusion de l'émission, Stéphane Bern assurait avoir travaillé sur l'homme de Nazareth avec son exigence historiographique habituelle. Pour l'hebdomadaire La Vie, le pari est « réussi ».

#### Lieux de tournage
Parmi les lieux visités par l'émission, on retrouve notamment le Lac de Tibériade, le Désert de Judée et les rives de la Mer Morte.

#### Liste des intervenants
- Jean-Christian Petitfils - Historien
- Raphaël Draï - Professeur de sciences politiques
- Daniel Marguerat - Théologien
- Henry de Villefranche - Bibliste
- Didier Long - Historien du judéo christianisme
- Cardinal André Vingt-Trois - Archevêque de Paris
- Régis Burnet - Professeur d’exégèse du Nouveau Testament
- Michel Benoit - Spécialiste des origines du christianisme
- Armand Abecassis - Philosophe
- Marc-Alain Ouaknin - Rabbin et philosophe
- Michel Quesnel - Théologien. Ancien recteur de l’Université Catholique de Lyon[11]

### Le prince Charles aux marches du trône

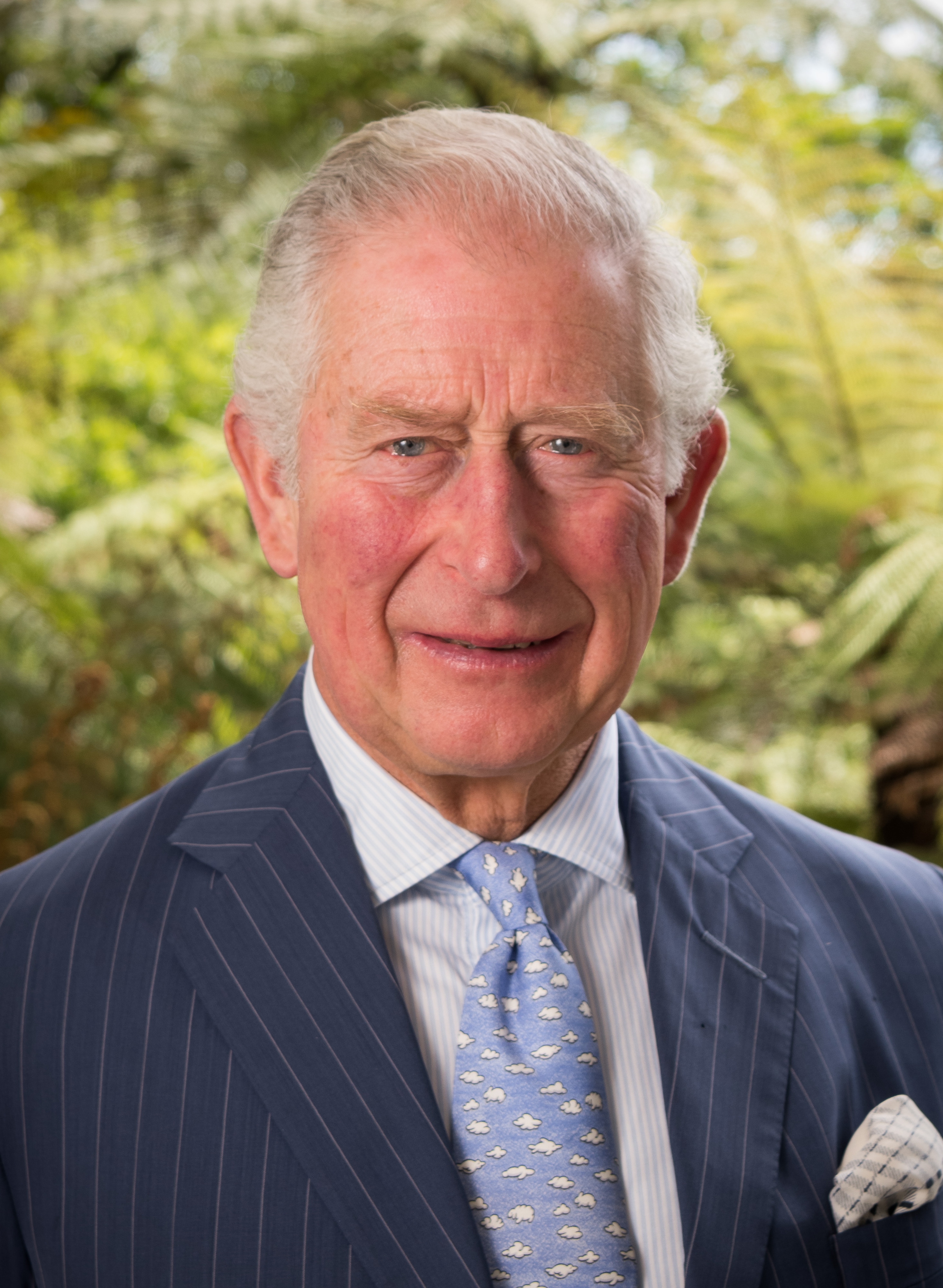
Charles de Galles en 2019 lors d'un voyage officiel à Auckland.

#### 'Description
Ce numéro retrace la vie mais également les passions et les engagements personnels de Charles de Galles, fils aîné de la reine Élisabeth II et du duc d'Édimbourg Philip Mountbatten.

#### Diffusions
- France : 15 mai 2018
- France : 1er août 2019 (rediffusion)[13]

#### Avis de la presse
Télé 7 jours note : « À travers ce numéro de Secrets d'histoire, le Prince Charles apparaît sous un nouveau jour. Habituellement, ce n’est pas lui qui est au centre de l’attention de la monarchie anglaise, ce qui implique une légère méconnaissance du personnage. Mais grâce à ce magazine, les téléspectateurs découvrent un prince un tantinet rebelle par rapport à son étiquette, qui n’hésite pas à exprimer son avis et ses convictions ».

#### Lieux de tournage
Parmi les lieux visités par l'émission, on retrouve notamment la maison royale de Clarence House et le Palais de Buckingham.

#### Liste des intervenants
- Philip Turl - journaliste.
- Stephen Clarke - écrivain.
- Sonia Delesalle Stolper - journaliste.
- Isabelle Rivère - écrivaine.
- Marc Roche - journaliste.
- Emily Nash - journaliste.
- Peter Westmacott - ancien secrétaire du prince Charles.
- Prince Harry et son épouse Meghan Markle.
- Ségolène Royal - ancienne ministre de l'Ecologie.
- Simon Conbibear - directeur Duchy Estate.
- Julia Cleverdon - membre du cabinet du Prince[15].

### Lucrèce Borgia, une femme au Vatican

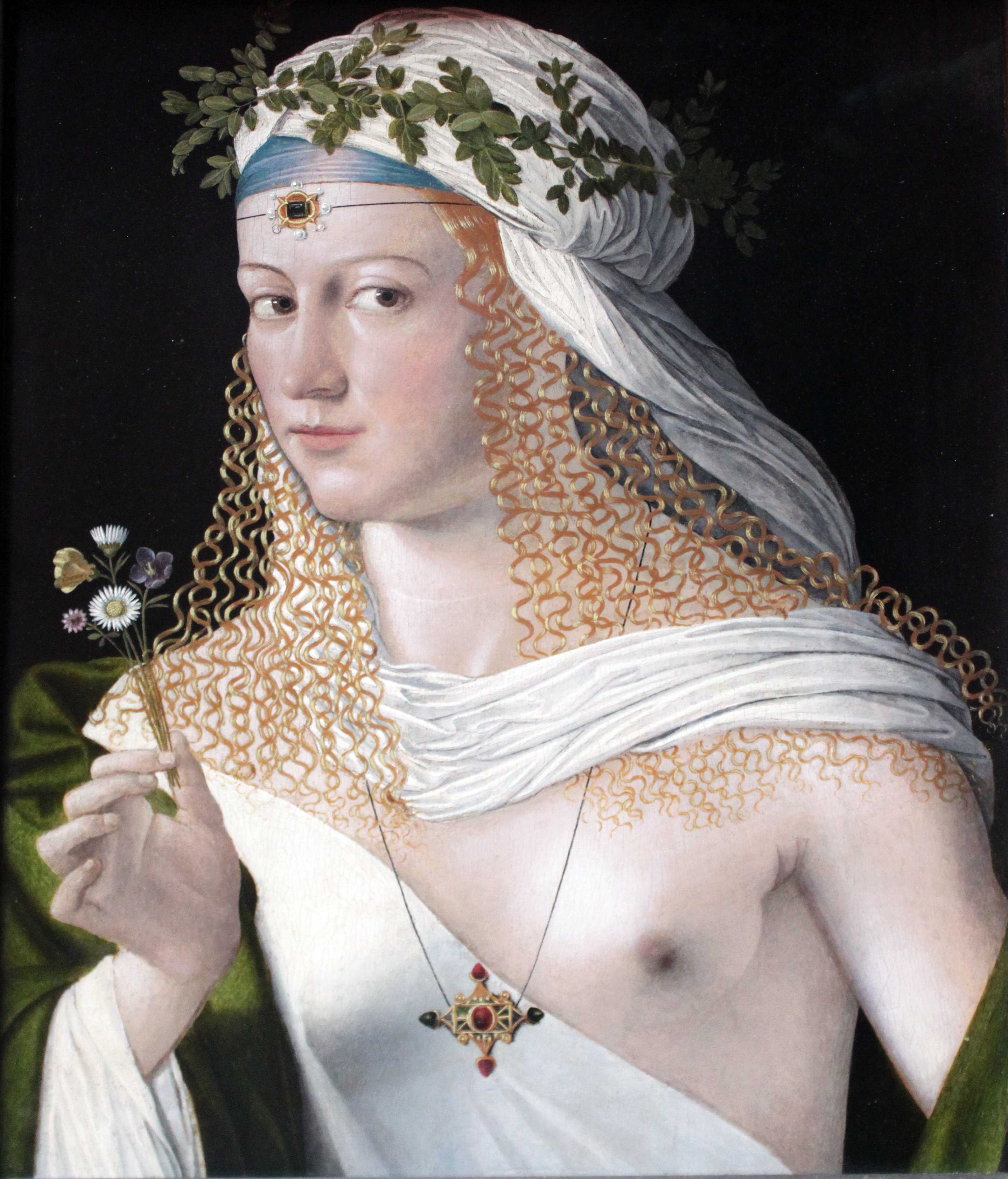
Portrait de femme par Bartolomeo Veneto (le tableau est traditionnellement considéré comme représentant Lucrèce Borgia).

#### Description
Ce numéro retrace le destin de Lucrèce Borgia, fille du pape Alexandre VI et duchesse de Ferrare, une femme controversée souvent présentée comme un monstre de perversion et une ogresse lubrique s'adonnant à la luxure.

#### Diffusions
- France : 28 juin 2018
- France : 30 mars 2020 (rediffusion)[18]

#### Avis de la presse
A cette occasion, Le Monde rappelle que la Lucrèce Borgia fut victime de calomnies et qu'à force de les rappeler, ce numéro ne parvient pas à corriger les « lieux communs erronés autour de la fille du pape Alexandre VI ». Le journal note cependant que « la visite des lieux évoqués rachète en partie la curieuse vision binaire de la dame ».

#### Lieux de tournage
Parmi les lieux visités par l'émission, on retrouve notamment le Palais ducal de Gandia, le Palais Colonna à Rome, le Château Saint-Ange ou la maison seignoriale de la casa Romei.

#### Liste des intervenants
- Guido Cornini - historien de l'art
- Guy Le Thiec - historien
- Geneviève Chauvel - écrivain
- Federica Fruttero -  historienne de l'art
- Jean Yves Boriaud - historien
- Santiago La Parra Lopez - professeur à l'université Polytechnique de Valence
- Paolo Sbraga - directeur du musée de Subiaco
- Jean Yves Boriaud - historien
- Anna Uguccioni - écrivain
- Isabella Di Cicco - directrice du château de Gradara
- Paola Salari Mercurelli - directrice du château de Spolète
- Giovanni Pesiri - historien
- Charles Eloi Vial - conservateur à la Bibliothèque nationale de France
- Francesco Scafuri - historien
- Claudio Bettini - historien[20]

### Blanche de Castille, la reine mère a du caractère...

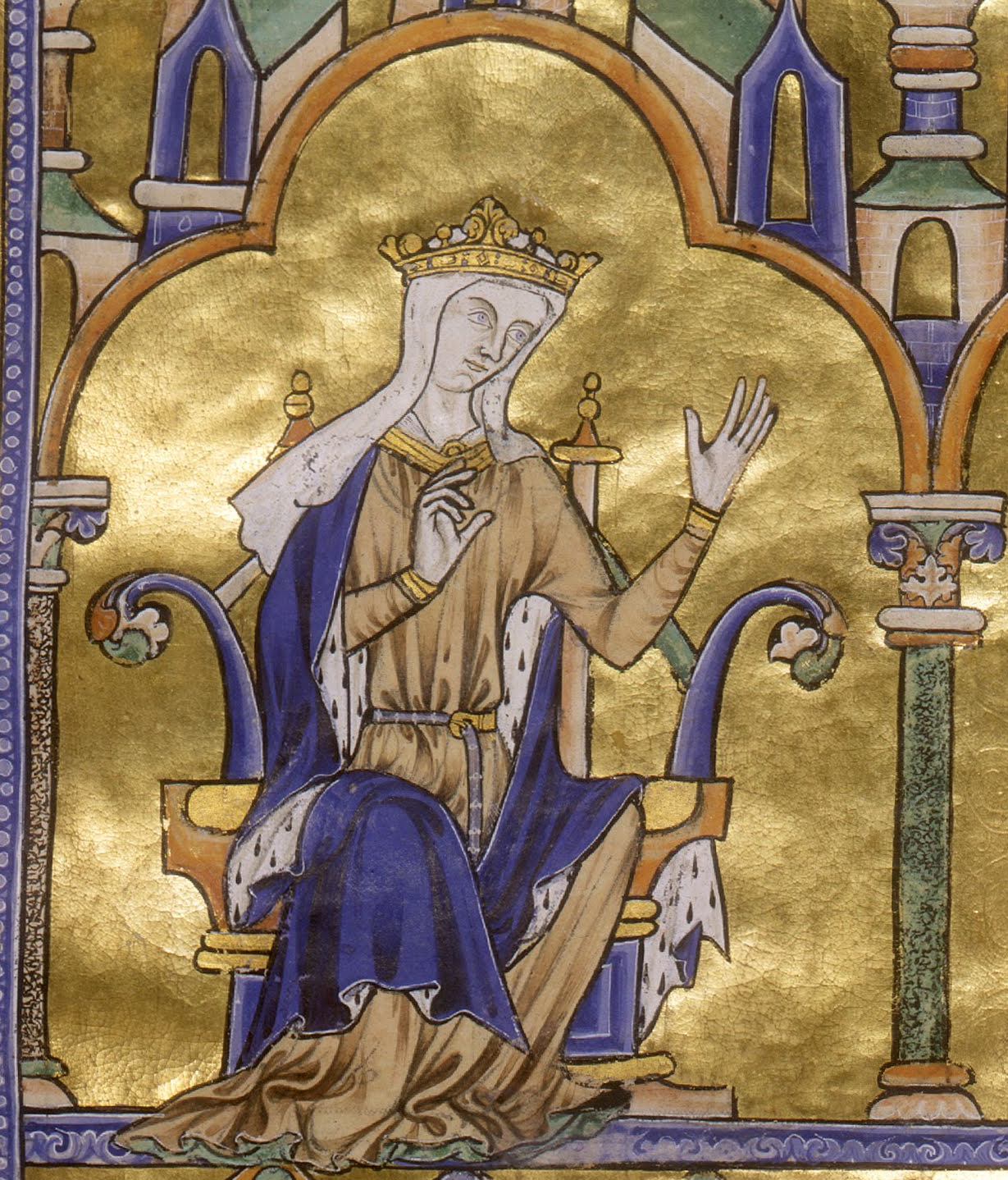
Blanche de Castille, détail d'une miniature de la Bible moralisée de Tolède, 1240.

#### Description
Ce numéro brosse le portrait de Blanche de Castille, l'épouse du roi de France Louis VIII. À la mort de ce dernier, elle exerça la fonction de régente pour le compte de son fils, le futur Saint Louis. Femme à la personnalité hors du commun, elle marqua son époque par son caractère et son courage.

#### Diffusions
- France : 5 juillet 2018
- France : 3 février 2020 (rediffusion)[22]

#### Avis de la presse
Le magazine Télé 7 jours note qu'il s'agit d'un « portrait très détaillé » de la reine.
De son côté, l'hebdomadaire Télé-Loisirs note : « Ce fascinant récit romanesque est solidement documenté et riche en anecdotes. Il est agrémenté d'explications pertinentes et d'analyses passionnantes d'éminents historiens, littéralement transportés par ce personnage exceptionnel. Les séquences de fiction sont prenantes et s'accompagnent de magnifiques images ».

#### Lieux de tournage
Parmi les lieux visités par l'émission, on retrouve notamment :
- Les abbayes de Royaumont et Maubuisson dans le Val-d'Oise
- La Sainte-Chapelle
- La Cathédrale Sainte-Marie de Tolède
- Le Palacio de Galiana à Tolède
- Le Monastère de las Huelgas à Burgos
- Le Château de Boulogne-sur-Mer et le Château de Montségur
- L'Abbaye du Lys, l'Abbaye de Cîteaux, l'Abbaye de Fontenay
- la Cathédrale Notre-Dame de Paris[25],[26].

#### Liste des intervenants
- Michel de Decker - historien
- Muriel Gaude-Ferragu - historienne
- Xavier Hélary - historien
- Pierre-Yves Le Pogam - conservateur au musée du Louvre
- Patricia Rochwert-Zuili - professeure de civilisation espagnole
- Lindy Grant - historienne
- Philippe Delorme - historien et journaliste
- Julien Théry-Astruc - historien[25]

### Madame Royale, l'orpheline de la Révolution

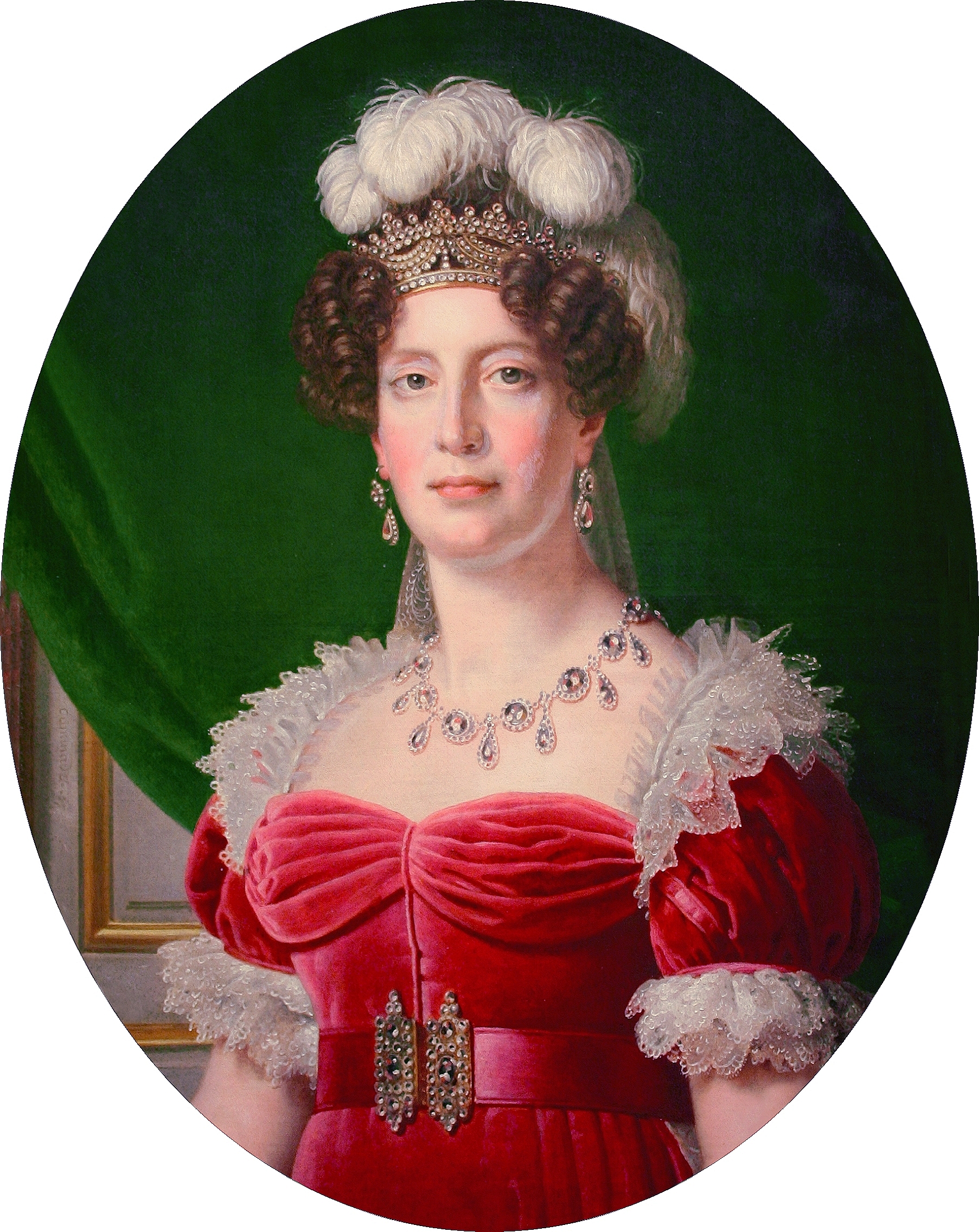
Marie-Thérèse de France, portrait par Alexandre-François Caminade en 1827.

#### Description
Ce numéro retrace le destin de Marie-Thérèse de France, surnommée « Madame Royale ».
Premier enfant du roi Louis XVI et de la reine Marie-Antoinette, elle est la seule des enfants royaux à survivre à la Révolution française. Contrainte de quitter la France en 1795, elle va passer plus de quarante ans en exil et se battre jusqu'au bout pour le retour au pouvoir des Bourbons.

#### Diffusions
- France : 12 juillet 2018
- France : 11 mai 2020 (rediffusion)[28]

#### Avis de la presse
Le site TouteLaTélé note que « Après Lucrèce Borgia et Blanche de Castille, les figures féminines continuent de porter le magazine avec le destin tourmenté de Marie-Thérèse de France ».
De son côté, l'hebdomadaire La Vie note que « l'émission retrace ce parcours méconnu avec la richesse illustrative qui a fait sa réputation, tout en continuant, hélas, de privilégier le récit à l'analyse, survalorisant les histoires de salon ».

#### Lieux de tournage
Parmi les lieux visités par l'émission, on retrouve notamment le Domaine de Marie-Antoinette, le Hameau de la Reine, le château de Versailles, le Château de Schönbrunn et l'ancien palais impérial de Hofburg en Autriche, le Musée des Beaux-Arts de Bordeaux, le musée du Louvre, ainsi que les palais de Lantieri et Coronini à Gorizia en Italie.

#### Liste des intervenants
- Philippe Delorme - historien et journaliste
- Jean-Christian Petitfils - historien
- Évelyne Lever - historienne
- Hélène Becquet - historienne
- Sylvie Yvert - romancière
- Aymeric Peniguet de Stoutz - administrateur de la Chapelle expiatoire
- Pascale Mormiche - professeur agrégé d'histoire
- Raphaël Masson - conservateur du patrimoine à Versailles
- Antonin Macé de Lépinay - historien de l'art
- Anne Dion - conservateur au Louvre[31]

### Marie de Médicis ou l'obsession du pouvoir

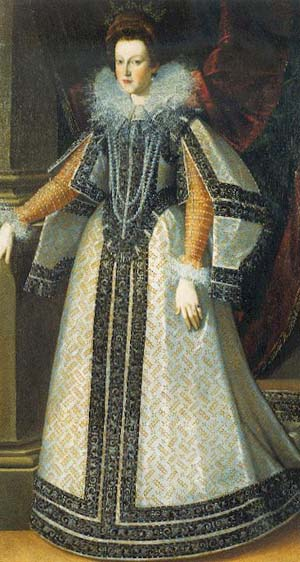
Marie de Médicis, vers 1595
par Pietro Facchetti.

#### Description
Ce numéro retrace le destin de Marie de Médicis, une princesse italienne devenue reine de France à la faveur de son mariage avec le roi Henri IV. Après l'assassinat de ce dernier en 1610, elle assure la régence pour le compte de leur fils, le futur Louis XIII.

#### Première diffusion
- France : 19 juillet 2018

#### Avis de la presse
Télé 7 jours note que « plusieurs anecdotes sur Marie de Medicis nous sont révélées au cours de ce nouveau numéro de Secrets d’histoire. Tout d’abord, la princesse Marie de Medicis, née en 1575 à Florence, apprend par un devin qu’elle deviendra reine de France. […] Autre fait historique abordé par le magazine Secrets d’histoire, le moment où à l’âge de 16 ans, Louis XIII récupère de force son trône en faisant assassiner le favori de sa mère et exécuter sa dame de compagnie ».
L'hebdomadaire La Vie note qu'il s'agit d'un « portrait passionnant qui montre toutes les facettes d'une personnalité complexe ».

#### Lieux de tournage
Parmi les lieux visités par l'émission, on retrouve notamment : le Palais Pitti et le Jardin de Boboli à Florence, le Palais du Luxembourg et le Musée du Louvre à Paris, le Musée de la Renaissance au Château d'Écouen, les châteaux de Fontainebleau, de Blois, de Cormatin et de Brissac, la Maison de Rubens et la Cathédrale Notre-Dame d'Anvers,.

#### Liste des intervenants
- Joëlle Chevé - historienne
- Ève de Castro - écrivain
- Michel Carmona - historien
- Évelyne Lever - historienne
- Philippe Delorme - historien
- Françoise Hildesheimer - historienne
- Jean-Christian Petitfils - historien
- Laurence Aventin- historienne de l'art
- Elisabeth Latrémolière - directrice du château royal de Blois
- Claire-Emmanuelle Longuet - Directeur de la Bibliothèque et des Archives du Sénat
- Blaise Ducos - conservateur en chef au Musée du Louvre[35],[36]

### Néfertiti, mystérieuse reine d'Égypte

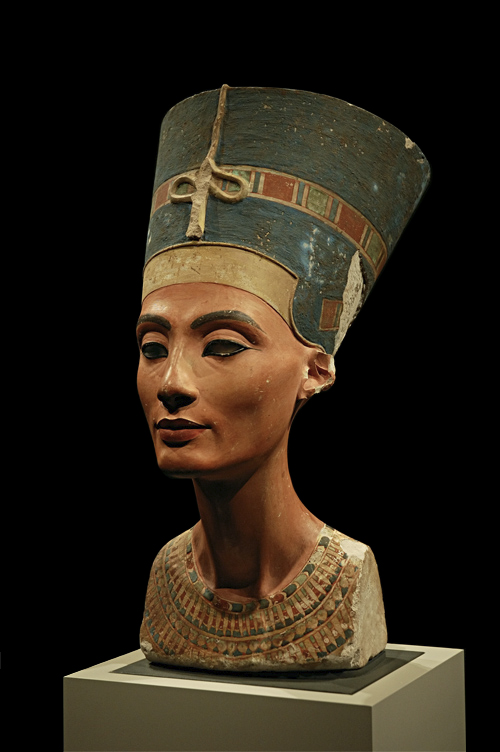
Portrait de la reine Néfertiti au Neues Museum de Berlin.

#### Description
Ce numéro brosse le portrait de la reine Néfertiti qui régna sur l'Egypte il y a 35 siècles. Femme à la beauté légendaire, elle exerça un rôle politique et religieux important aux côtés de son époux le pharaon Akhenaton.

#### Diffusions
- France : 23 août 2018
- France : 23 mars 2020 (rediffusion)[38]

#### Avis de la presse
Télé 7 jours note que dans ce numéro « Stéphane Bern et ses experts donnent de précieuses informations sur la vie des Égyptiens à cette époque, vers 1.300 avant J.-C. Le quotidien des sujets du pharaon, que ce soit l’hygiène, ou encore la médecine, la nourriture ou la religion, prennent une large part dans l’enquête historique menée par les équipes de production ».
Dans la même lignée, l’hebdomadaire La Vie note que « le documentaire livre un éclairage captivant sur les cultes et divinités ainsi que sur le fonctionnement de la société antique égyptienne. On est ainsi surpris par la modernité de cette civilisation ».

#### Lieux de tournage
Parmi les lieux visités par l'émission, on retrouve notamment : le Musée du Louvre, le Musée égyptien de Berlin, le Musée égyptien du Caire, les temples de Louxor, de Karnak et de Deir el-Bahari, la Vallée des Rois ainsi que les Colosses de Memnon,.

#### Liste des intervenants
- Marc Gabolde - égyptologue
- Dimitri Laboury - égyptologue
- Virginie Girod - historienne
- Philippe Séguy - écrivain
- Christian-Georges Schwentzel - historien
- Florence Maruéjol - égyptologue
- Marine Yoyotte - égyptologue
- Hourig Sourouzian - égyptologue
- Élisabeth de Feydeau - historienne du parfum
- Pierre Rainero - directeur du style et patrimoine de la maison Cartier
- Christophe Barbotin - conservateur en chef au musée du Louvre[41],[42]

### Marie Stuart, reine de France et d'Écosse

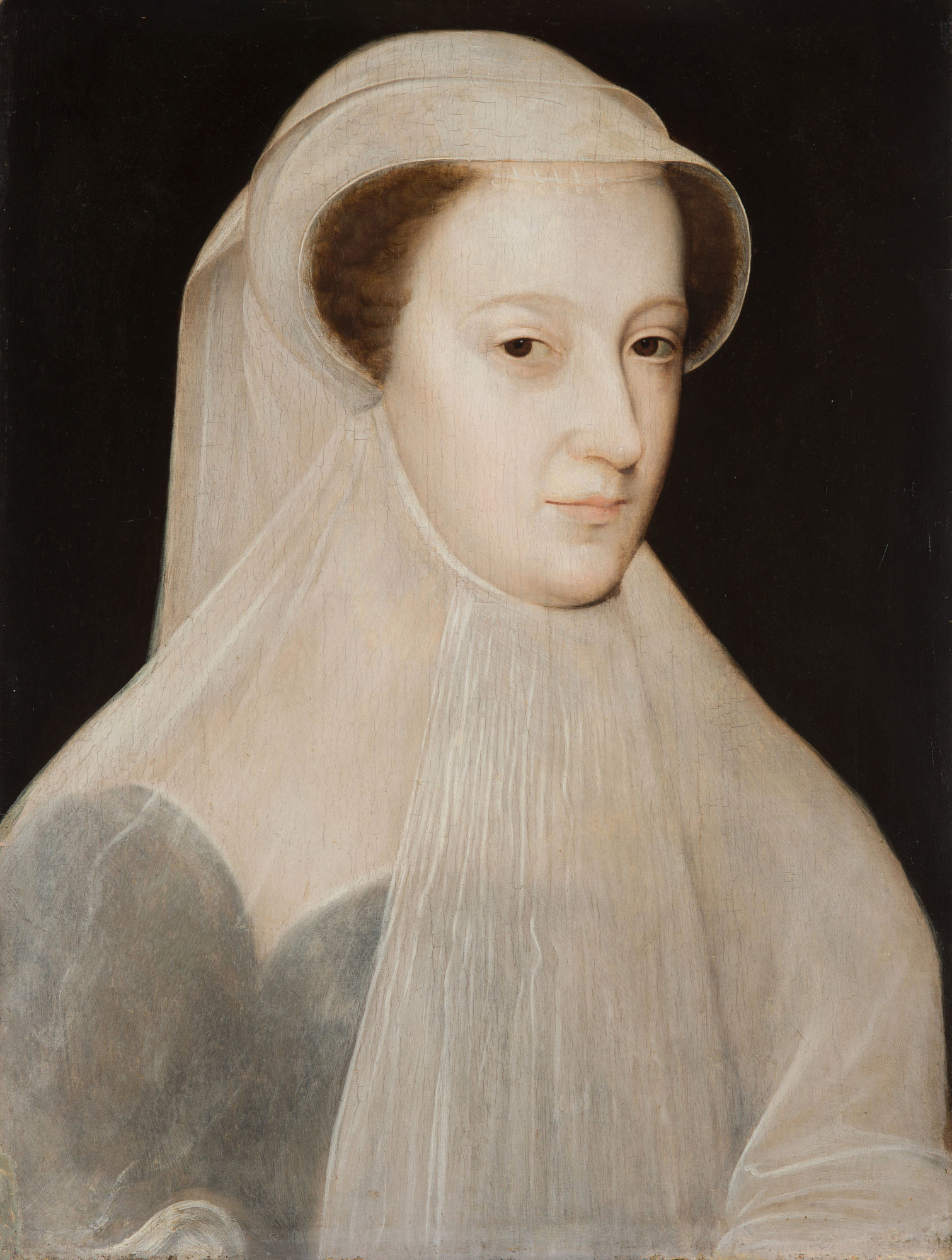
Portrait de Marie Stuart en 1559.

#### Description
Ce numéro retrace le destin sombre et tragique de Marie Stuart qui fut à la fois reine de France et d'Écosse.
Accusée de complot contre la reine d'Angleterre Élisabeth Ire, elle est emprisonnée puis décapitée après 18 ans de captivité.

#### Première diffusion
- France : 30 août 2018

#### Avis de la presse
La Vie note que « Comme le montre très bien le documentaire, tout son règne est marqué par cette rivalité familiale derrière laquelle se cachent des divisions plus profondes entre deux royaumes aux religions différentes, avec d'un côté l'Écosse catholique et, de l'autre, l'Angleterre protestante ». L’hebdomadaire note également que cette émission brosse « Le portrait captivant d'une femme moderne pour son époque, qui refusa les dogmes liés à sa fonction et qui fit de la tolérance une des valeurs cardinales de son existence ».

#### Lieux de tournage
Parmi les lieux visités par l'émission, on retrouve notamment :
- les châteaux d'Édimbourg, de Stirling et de Loch Leven, ainsi que les palais de Linlithgow et de Falkland en Écosse
- le Château de Bolton en Angleterre
- les châteaux de Blois, Anet et de la Possonnière en France
- le Musée d'histoire de la médecine à Paris[45]

#### Liste des intervenants
- Dominique Labarrière - Écrivain
- Nicole Cadène - Historienne
- Luc Mary - Historien
- Clémentine Portier-Kaltenbach – Écrivain
- Hortense Dufour – Écrivain
- Stanis Perez - Historien de la médecine
- Elisabeth Latrémolière - Directrice du château royal de Blois
- Nadège Wanner - Guide au château d’Anet
- Valérie Martel - Conservatrice au Manoir de la Possonnière
- Kate Williams - Historienne
- Ken Follett - Écrivain[45]

### Louis-Philippe et Marie-Amélie, notre dernier couple royal

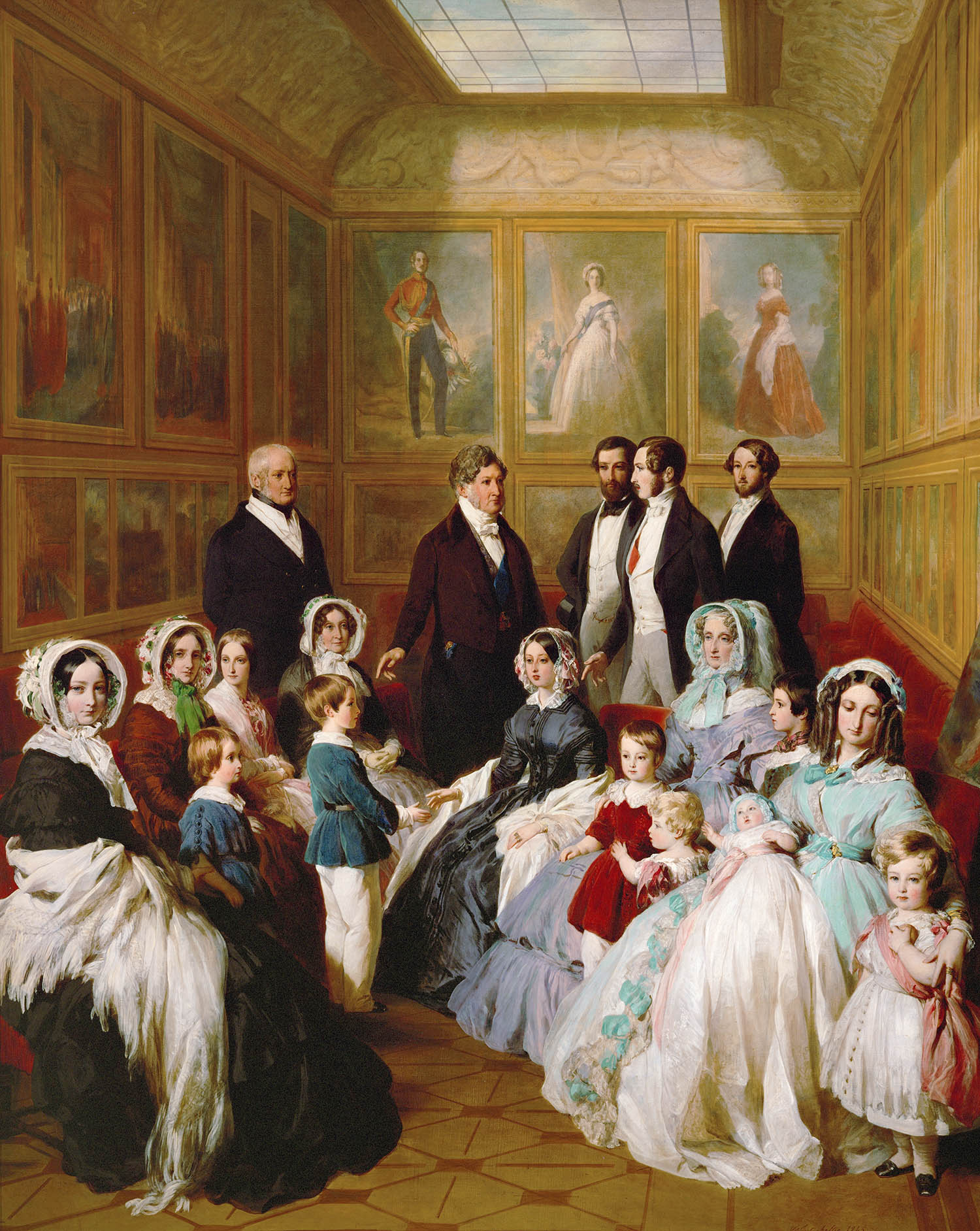
Louis-Philippe, Marie-Amélie et leurs enfants en compagnie de la reine Victoria et du prince Albert.

#### Description
À l'occasion d'une exposition sur le roi Louis-Philippe Ier au château de Versailles, ce numéro est consacré au dernier roi de France et à son épouse Marie-Amélie, un couple soudé au style de vie volontairement différent de leurs prédécesseurs.
Après la révolution de 1848, les souverains déchus sont contraints de s'exiler au Royaume-Uni, où ils choisirent de passer le reste de leur vie.

Lors d’un tournage à Souvigny en 2018, Stéphane Bern déclare : 

« On fait la sélection d’une part en fonction de l’intérêt qu’on leur porte et puis de l’intérêt historique de la chose. Selon les années, il y a des anniversaires. En ce moment, il y a une exposition sur Louis Philippe. On trouvait donc normal de faire une émission sur Louis-Philippe. »

#### Première diffusion
- France : 30 octobre 2018

#### Avis de la presse
La Vie note « Au gré des interventions des spécialistes, on découvre un couple royal très différent de ses prédécesseurs. Les deux monarques entretenaient, en effet, une relation passionnée à une époque où les mariages de raison étaient la règle ». L’hebdomadaire note également que « l'émission apporte un éclairage culturel, politique et économique passionnant sur cette monarchie de Juillet - comme est surnommée cette période - peu connue du grand public ».

#### Lieux de tournage
Parmi les lieux visités par l'émission, on retrouve notamment :
- les châteaux d'Eu, de Versailles, de Fontainebleau et d'Amboise
- Le Palais de Compiègne
- La Chapelle royale et le Musée d'Art et d'Histoire de Dreux
- La Maison des Canuts à Lyon
- La Chapelle Notre-Dame-de-Grâce d'Équemauville
- Le Palais de Caserte en Italie[49]

#### Liste des intervenants
- Sylvie Aprile - historienne et professeure à l'Université Paris-Nanterre
- Franck Ferrand - journaliste et historien
- Michel de Grèce - écrivain et historien, descendant de Louis-Philippe Ier
- Grégoire Franconie - doctorant à l'Université Paris-Est-Créteil-Val-de-Marne
- Évelyne Lever - historienne
- Anne Martin-Fugier - historienne de l'art
- Arnaud Teyssier - haut fonctionnaire et historien
- Bruno Fuligni - essayiste et haut fonctionnaire
- Luigi Mascilli Migliorini - historien
- Oriane Beaufils - conservatrice au château de Fontainebleau
- Gilles Grandjean - conservateur en chef au Palais de Compiègne
- Charles-Éloi Vial - bibliothécaire et historien
- Alban Duparc - attaché de conservateur au château-musée Louis-Philippe d’Eu
- Philibert Varenne - directeur de la Maison des Canuts
- Jean-Louis Sureau - directeur du château royal d’Amboise
- Laurent Theis - historien et professeur à l'École normale supérieure
- Damien Chantrenne - directeur du Musée d’art et d’histoire de Dreux
- Munro Price - historien britannique[49]

## Diffusion
L'émission est diffusée en prime-time sur France 2, du 24 avril 2018 au 30 octobre 2018. Chaque numéro dure entre 1 heure 30 et 2 heures.

## Audiences
En termes d'audiences, le numéro consacré au prince Charles de Galles permet à l'émission d'obtenir son meilleur score de la saison (2,85 millions de téléspectateurs).
Inversement, le numéro consacré au roi de France Louis-Philippe Ier et à son épouse Marie-Amélie n'attire que 1,77 million de téléspectateurs (audience la plus faible de la saison).
| Première diffusion | Titre                                                         | Description                                                                            | Nombre de téléspectateurs | Part d'audience |
| ------------------ | ------------------------------------------------------------- | -------------------------------------------------------------------------------------- | ------------------------- | --------------- |
| 24 avril 2018      | Joséphine l'atout irrésistible de Napoléon                    | Portrait de Joséphine de Beauharnais.                                                  | 1 964 000                 | 8,5 %           |
| 5 mai 2018         | Un homme nommé Jésus                                          | Portrait de Jésus de Nazareth.(rediffusion avec + de détails et nouvelles découvertes) | 2 142 000                 | 11,2 %          |
| 15 mai 2018        | Le prince Charles aux marches du trône                        | Portrait de Charles de Galles.                                                         | 2 858 000                 | 12,5 %          |
| 28 juin 2018       | Lucrèce Borgia, une femme au Vatican                          | Portrait de Lucrèce Borgia.                                                            | 2 438 000                 | 11,6 %          |
| 5 juillet 2018     | Blanche de Castille, la reine mère a du caractère...          | Portrait de Blanche de Castille.                                                       | 2 815 000                 | 13,2 %          |
| 12 juillet 2018    | Madame Royale, l'orpheline de la Révolution                   | Portrait de Marie-Thérèse de France dite Madame Royale.                                | 2 855 000                 | 15 %            |
| 19 juillet 2018    | Marie de Médicis ou l'obsession du pouvoir                    | Portrait de Marie de Médicis.                                                          | 2 780 000                 | 15,1 %          |
| 23 août 2018       | Néfertiti, mystérieuse reine d'Égypte                         | Portrait de Néfertiti.                                                                 | 2 122 000                 | 11,5 %          |
| 30 août 2018       | Marie Stuart, reine de France et d'Écosse                     | Portrait de Marie Stuart.                                                              | 2 100 000                 | 10,6 %          |
| 30 octobre 2018    | Louis-Philippe et Marie-Amélie, notre dernier couple royal... | Portrait de Louis-Philippe Ier et de Marie-Amélie de Bourbon-Siciles.                  | 1 775 000                 | 7,7 %           |

Légende :
- Meilleurs scores de la saison.
- Moins bons scores de la saison.